# Wielkie Zawraty

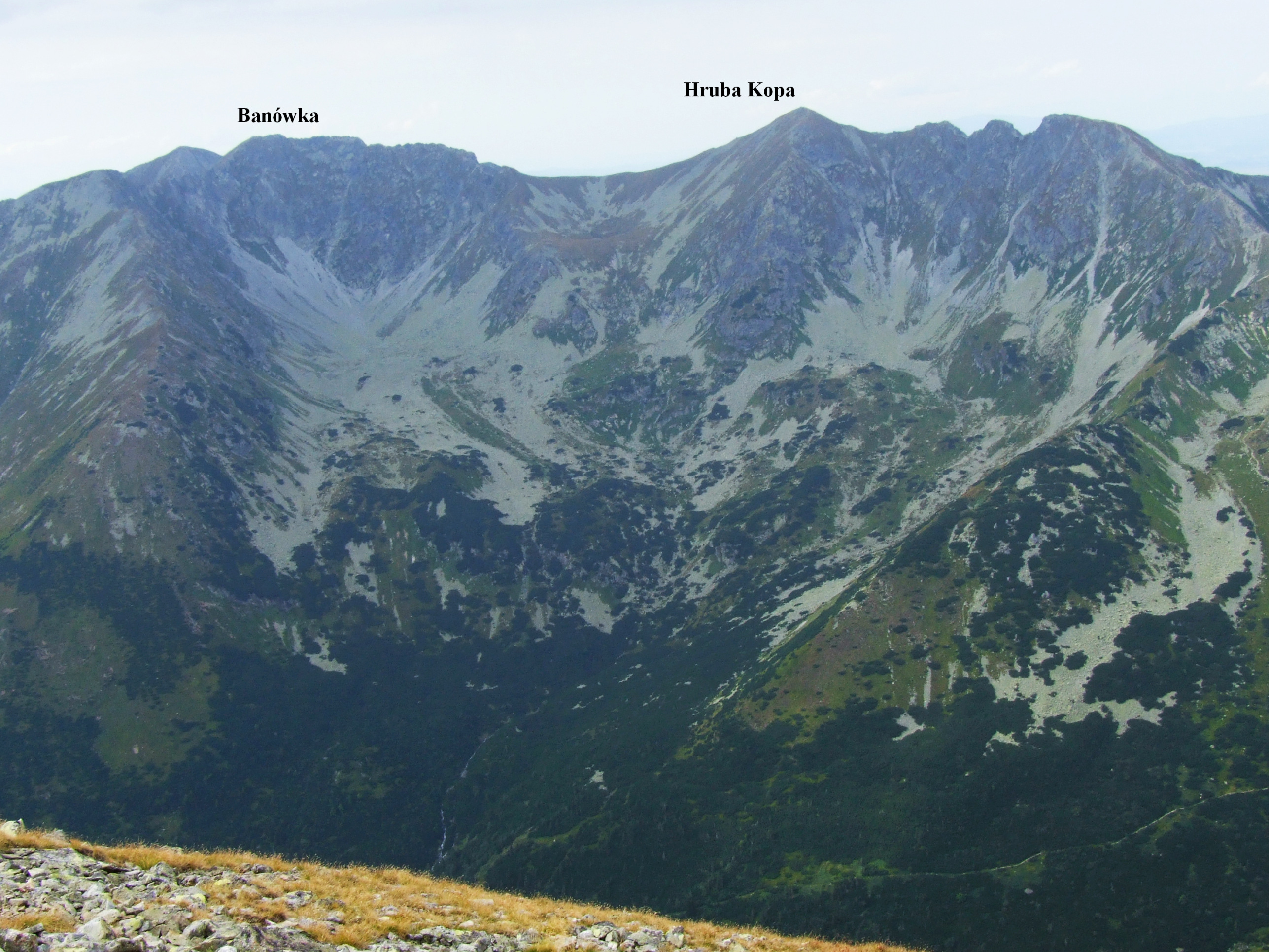
Wielkie Zawraty poniżej grani głównej

Wielkie Zawraty (słow. Veľké Závraty) – górna część Doliny Żarskiej w słowackich Tatrach Zachodnich, obejmująca południowe zbocza Banówki (2178 m), Hrubej Kopy (2166 m) i Trzech Kop (2136 m) położonych w grani głównej Tatr Zachodnich. Od zachodu Wielkie Zawraty ograniczone są granią łączącą Banówkę z Jałowieckim Przysłopem, a od wschodu Pośrednim Groniem.
Pod Banówką w ich skład wchodzi Banikowski Kocioł. W obrębie Wielkich Zawratów znajdują się jeszcze dwa nienazwane kotły, położone na północny wschód od Banikowskiego Kotła.
Wielkie Zawraty to skaliste lub piarżyste i dość strome zbocza, w dolnej części porastające kosówką. Nie prowadzi przez nie żaden szlak turystyczny, w dolnej ich części można jednak uprawiać narciarstwo pozatrasowe i skialpinizm.